# 安塚駅
安塚駅（やすづかえき）は、栃木県下都賀郡壬生町大字安塚にある東武鉄道宇都宮線の駅である。駅番号はTN 36。

## 歴史
- 1931年（昭和6年）8月11日 - 宇都宮線開通と同時に開業[1]。
- 2015年（平成27年）
  - 9月11日 - 台風18号による当駅 - 西川田駅間の橋梁流失に伴い、同年10月6日の間、新栃木駅からの列車はすべて当駅で折り返す。[2]
  - 10月7日 - 当駅 - 西川田駅間が仮設橋梁架設により復旧。

## 駅構造
相対式ホーム2面2線を有する地上駅。木造駅舎を有する。駅舎は東武宇都宮方面ホーム側にあり、栃木方面ホームとは跨線橋により連絡している。タブレット交換時代の名残で、ホームは上下列車の停止位置目標を近接させる千鳥式配置となっている。PASMO対応簡易ICカード改札機設置。日中は当駅で列車交換を行う。

### のりば
| 番線 | 路線     | 方向 | 行先             |
| ---- | -------- | ---- | ---------------- |
| 1    | 宇都宮線 | 下り | 東武宇都宮方面   |
| 2    | 宇都宮線 | 上り | 栃木・南栗橋方面 |

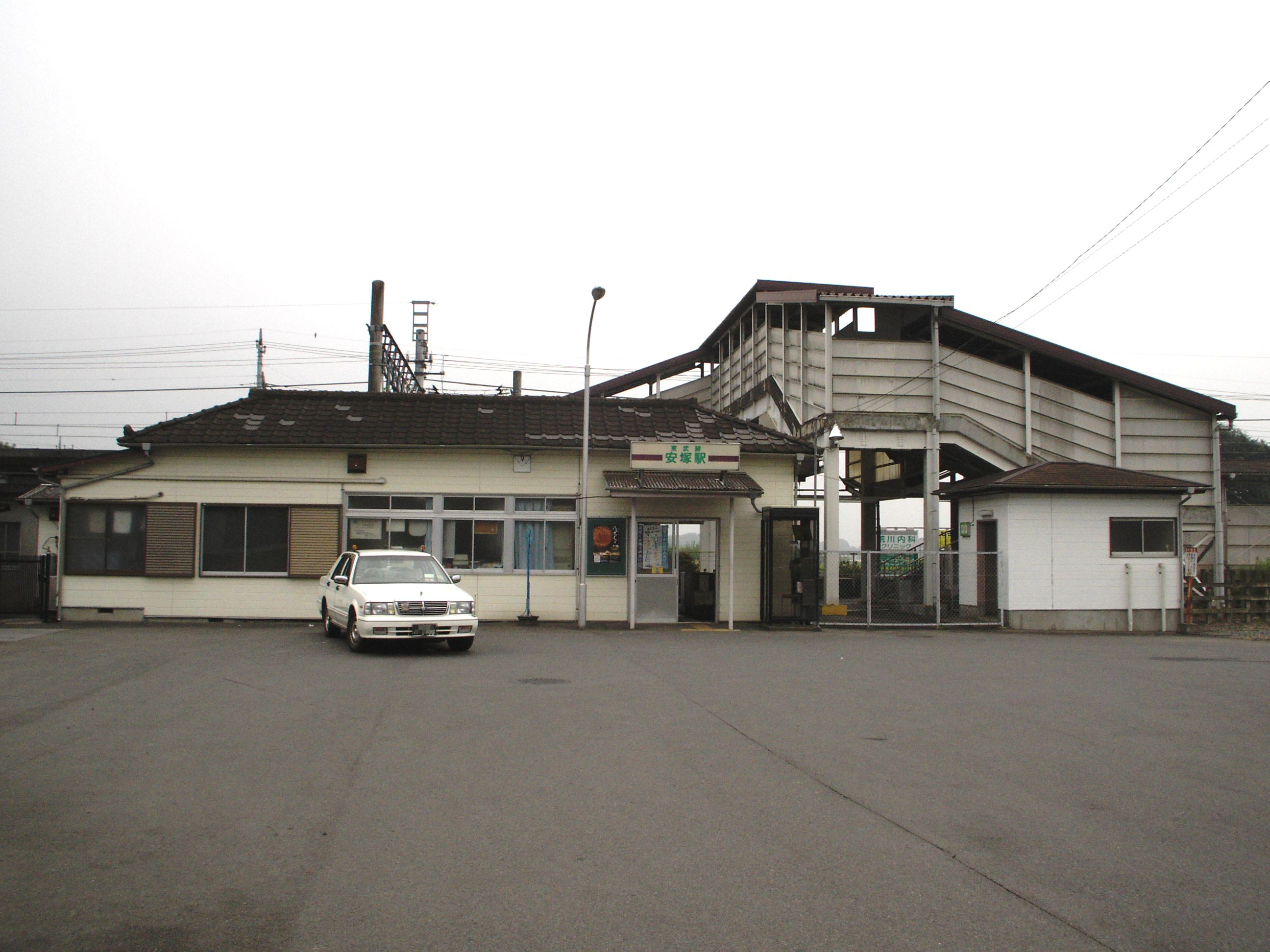
駅舎（2006年8月）
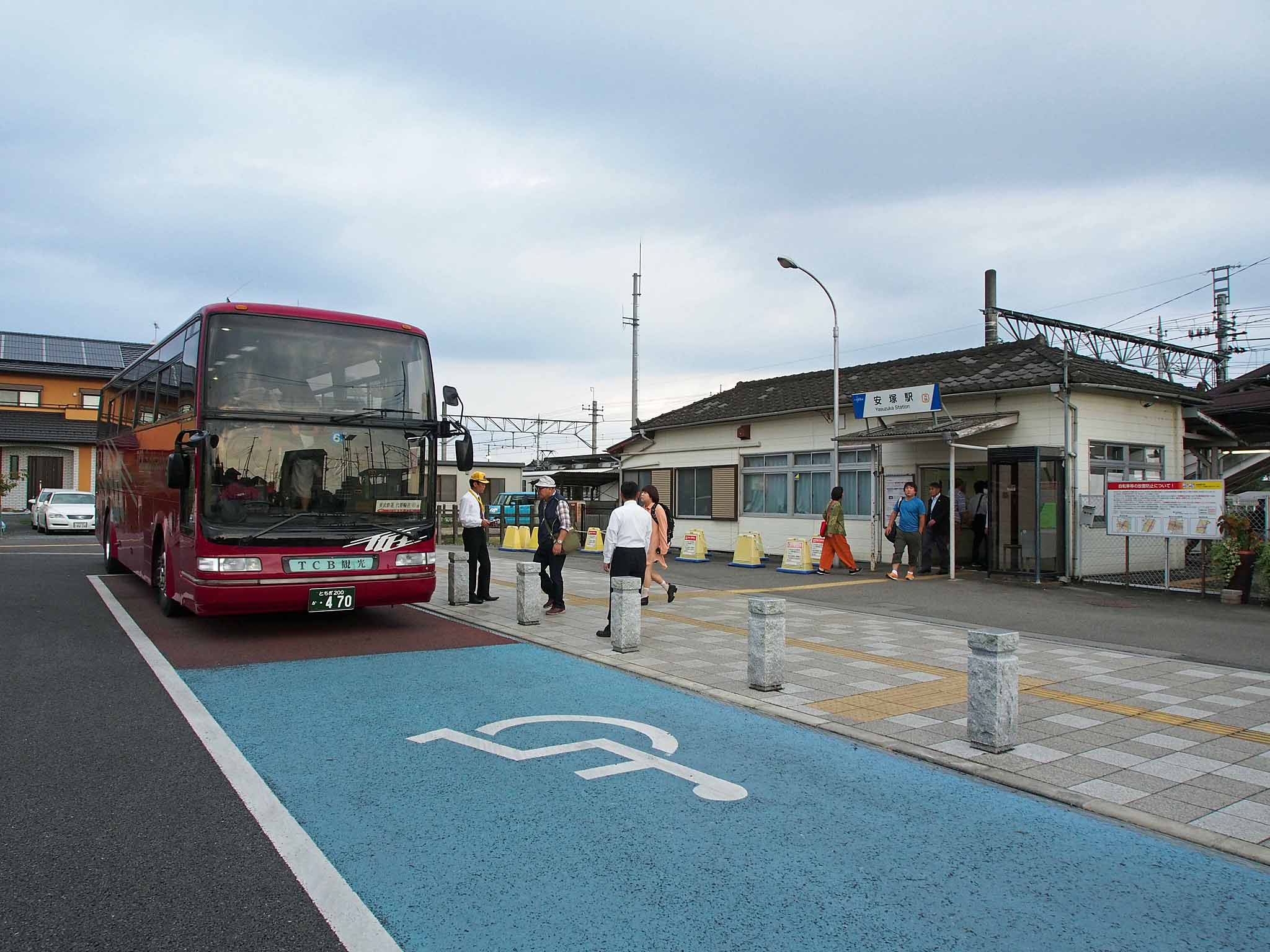
西川田駅との間で運行された代行バス
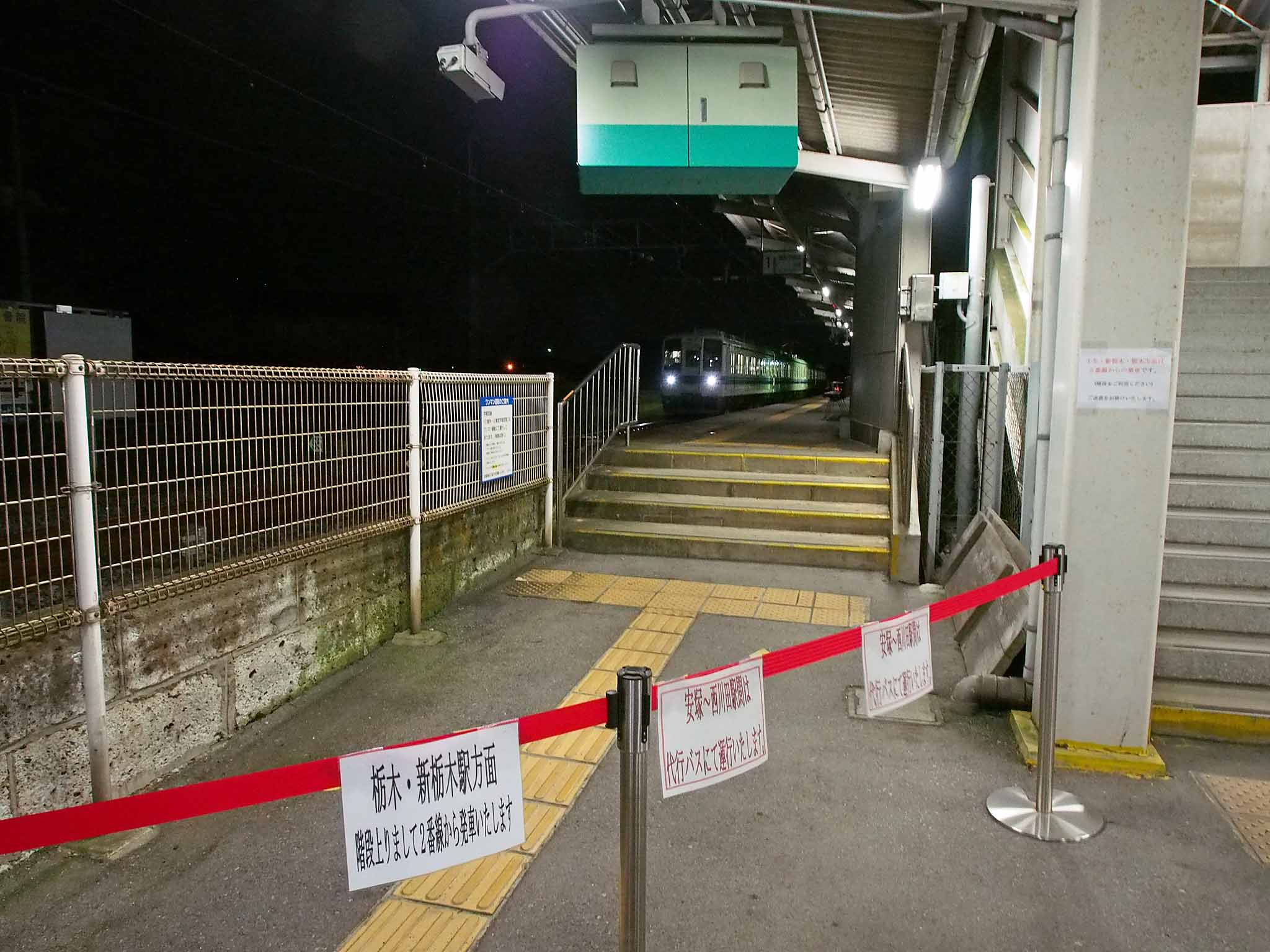
折り返し運転期間中は1番線を使用停止

## 利用状況
2024年度の1日平均乗降人員は1,165人である。
近年の1日平均乗降人員および乗車人員の推移は下記の通り。
| 年度               | 1日平均 乗降人員 | 1日平均 乗車人員 | 出典       |
| ------------------ | ---------------- | ---------------- | ---------- |
| 2001年（平成13年） | 1,358            |                  |            |
| 2002年（平成14年） | 1,287            |                  |            |
| 2003年（平成15年） | 1,213            |                  |            |
| 2004年（平成16年） | 1,159            |                  |            |
| 2005年（平成17年） | 1,188            |                  |            |
| 2006年（平成18年） | 1,148            |                  |            |
| 2007年（平成19年） | 1,137            |                  |            |
| 2008年（平成20年） | 1,165            | 593              |            |
| 2009年（平成21年） | 1,180            | 602              |            |
| 2010年（平成22年） | 1,185            | 605              |            |
| 2011年（平成23年） | 1,237            | 621              |            |
| 2012年（平成24年） | 1,180            | 592              |            |
| 2013年（平成25年） | 1,233            | 618              |            |
| 2014年（平成26年） | 1,243            | 625              |            |
| 2015年（平成27年） | 1,269            | 639              |            |
| 2016年（平成28年） | 1,224            | 619              |            |
| 2017年（平成29年） | 1,255            | 634              |            |
| 2018年（平成30年） | 1,258            | 637              |            |
| 2019年（令和元年） | 1,181            |                  |            |
| 2020年（令和02年） | 943              |                  |            |
| 2021年（令和03年） | 1,034            | 512              | [ 東武 3 ] |
| 2022年（令和04年） | 1,038            | 515              | [ 東武 4 ] |
| 2023年（令和05年） | 1,113            | 555              | [ 東武 5 ] |
| 2024年（令和06年） | 1,165            | 582              | [ 東武 1 ] |

## 駅周辺
駅周辺は壬生町南犬飼地区（旧南犬飼村）の中心部に当たる安塚の街である。
- 壬生町役場南犬飼出張所
- 壬生町南犬飼地区公民館
- 壬生町安塚地区コミュニティセンター
- 壬生町立安塚小学校
- 南犬飼郵便局
- 宮の森カントリー倶楽部
- 栃木県道132号安塚停車場線 - 栃木県道2号宇都宮栃木線（栃木街道）
- 栃木県道65号鹿沼下野線
- 栃木県道184号安塚雀宮線

## 路線バス
安塚駅のりば
- 壬生町コミュニティバス「みぶーぶ」国谷駅西口経由 壬生町役場行き／壬生駅西口経由 壬生町役場行き

## 隣の駅
東武鉄道
 宇都宮線
おもちゃのまち駅（TN 35） - 安塚駅（TN 36） - 西川田駅（TN 37）